# Jarosław Mianowski
Jarosław Mianowski (ur. 31 lipca 1966 w Toruniu, zm. 23 lutego 2009 we Wrocławiu) – polski muzykolog, profesor Uniwersytetu im. Adama Mickiewicza w Poznaniu.

## Życiorys
Studia muzykologiczne ukończył na Wydziale Historycznym UAM w Poznaniu w 1990. Pracę magisterską Tonalny ethos w pieśniach i symfoniach Gustava Mahlera napisał pod kierunkiem prof. dr. hab. Jana Stęszewskiego. Jeszcze w okresie studiów pracował w Zespole Szkół Muzycznych w Toruniu. Po uzyskaniu tytułu magistra pracował na Akademii Muzycznej im. Feliksa Nowowiejskiego w Bydgoszczy, następnie w 1992 podjął pracę naukowo-dydaktyczną jako asystent w Katedrze Muzykologii UAM oraz równolegle na Akademii Muzycznej im. Ignacego Jana Paderewskiego w Poznaniu (Wydział Kompozycji, Dyrygentury, Teorii Muzyki i Rytmiki). 17 listopada 1997 uzyskał stopień naukowy doktora nauk humanistycznych na podstawie dysertacji Semantyka tonacji w niemieckich dziełach operowych XVIII i XIX wieku, której promotorem była prof. dr hab. Irena Poniatowska i w 1998 objął stanowisko adiunkta. W 2005 uzyskał stopień doktora habilitowanego na podstawie rozprawy Afekt w operach Mozarta i Rossiniego, wyróżniającej się nowoczesnym i konsekwentnym ujęciem metodologicznym i podejściem interdyscyplinarnym. Stanowisko profesora uzyskał w styczniu 2009.
Uczestniczył w wielu konferencjach naukowych w kraju i zagranicą. Opublikował dwie książki, ponad 30 artykułów naukowych, około 50 tekstów popularnonaukowych i recenzji. Od 2001 był konsultantem programowym Teatru Wielkiego w Poznaniu. Prowadził zajęcia w poznańskim Prywatnym Policealnym Studium Sztuki Wokalnej. Stypendysta DAAD w Berlinie w 2001. W latach 1997–1998 był redaktorem miesięcznika płytowego "Klasyka", a od 2001 redaktorem naczelnym czasopisma "Operomania" o charakterze popularyzatorskim, wydawanego przez Teatr Wielki w Poznaniu, w którym zamieszczał artykuły wstępne i inne teksty.
Główne obszary badawcze, to historia i teoria opery w XVIII i XIX w., dziewiętnastowieczna muzyka programowa, socjologia opery i muzyki w środkach masowego przekazu.
Był miłośnikiem egzotycznych podróży, współczesnej poezji i filmu, szczególnie kinematografii hiszpańskiej.
Zmarł na malarię. Uroczystości pogrzebowe odbyły się 4 marca 2009 w bazylice katedralnej i na Centralnym Cmentarzu Komunalnym przy ul. Grudziądzkiej 192 w Toruniu.

## Wybrane publikacje
- Semantyka tonacji w niemieckich dziełach operowych XVIII-XIX wieku,Toruń, Adam Marszałek, 2000, 2002, ISBN 83-7174-246-0, ISBN 83-7322-334-7
- Afekt w operach Mozarta i Rossiniego, Poznań, Rhytmos, 2004, ISBN 83-920330-4-3
- „Cupiditas vendicatae” in Rossini’s Operas. Between Affect and Emotion w: Early Music. Context and Ideas II, Kraków 2008